# 間部詮道

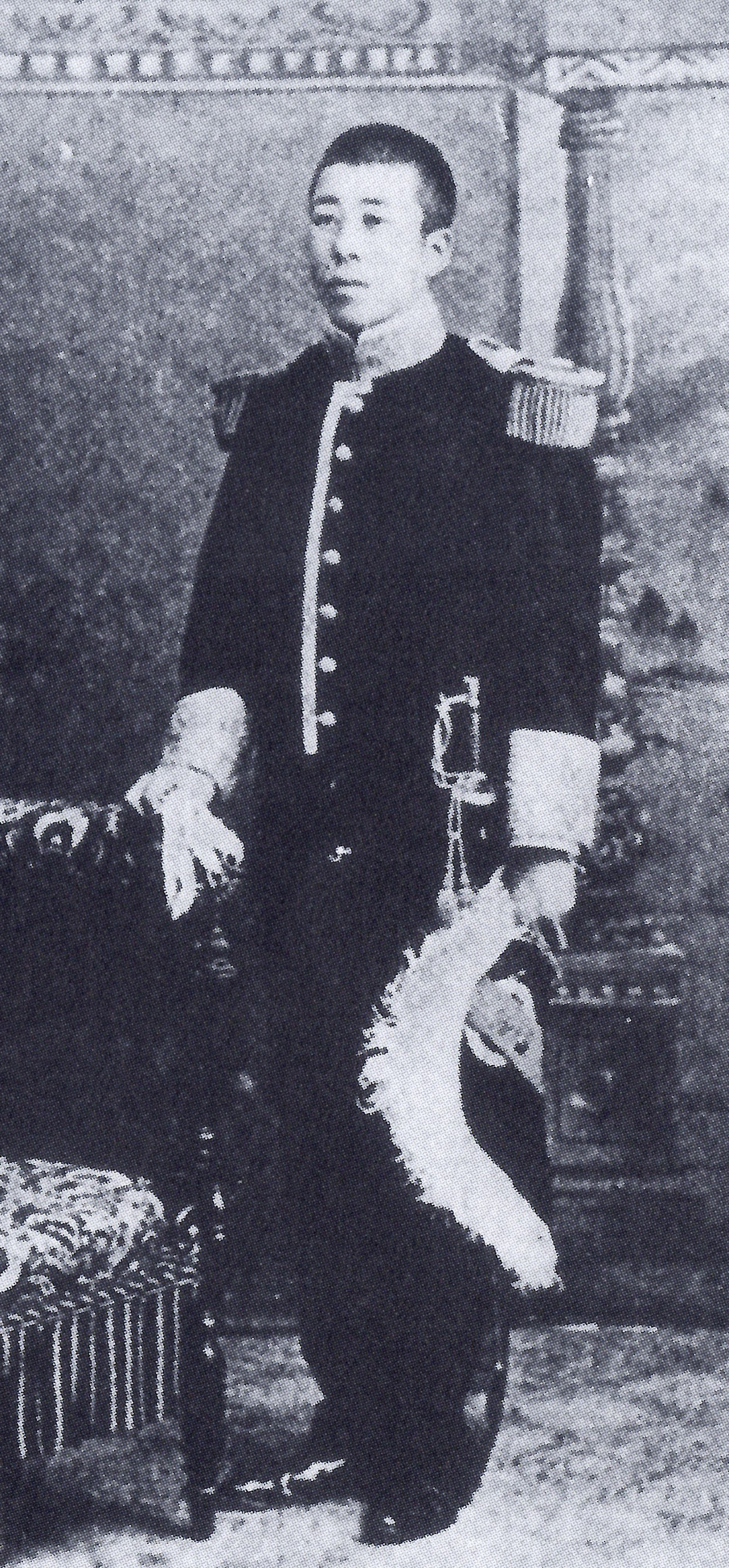
間部詮道

間部 詮道（まなべ あきみち、嘉永6年9月6日（1853年10月8日） - 明治25年（1892年）4月6日）は、越前鯖江藩の第9代（最後）の藩主。間部家10代。第7代藩主・間部詮勝の八男。母は家臣・田子氏の娘。正室は大河内正和（松平正和）の娘・貴子。子は間部詮信（長男）、間部詮敦（次男）、娘（横尾某室）、娘（山後勝義室）。官位は正五位、下総守。
江戸で生まれる。幼名は卍治。文久3年（1863年）、先代藩主で兄の詮実が死去したため、翌年3月29日にその養嗣子として跡を継ぎ、雁の間詰になった。慶応元年（1865年）2月1日、将軍徳川家茂に拝謁する。同年12月25日に従五位下・下総守に叙任された。慶応3年（1867年）3月23日に元服し、正式に詮道と名乗る。慶応4年（1868年）4月5日、上洛する。明治2年（1869年）3月、版籍奉還を建白し、同年6月20日、鯖江藩の藩知事となる。明治4年（1871年）の廃藩置県で免官されて東京へ移る。明治15年（1882年）12月23日、隠居し、長男・詮信に家督を譲る。同25年（1892年）に東京で死去した。享年40。法号は霊光院殿祐誉啓覚詮道大居士。墓所は多磨霊園。

## 系譜
父母
- 間部詮勝（父）
- 田子氏 - 側室（母）

兄弟
- 間部詮実
- 大河内信古
- 大河内正質
- 菅沼定長
- 松平忠禎

正室
- 松平貴子（1858年生） - 松平正和の娘。姉の夫に水野忠敬、大河内正質（夫の兄でもある）

子女
- 間部詮信（長男）
- 間部詮敦（次男） ‐ 霊能者として知られた[1]
- 間部定子 - 粟野町地主・横尾徳一郎の妻
- 間部清子 - 山後（板倉）勝義（板倉勝弘の子）の妻

## 栄典
- 1873年（明治6年）12月8日 - 銀盃一個[2]
- 1889年（明治22年）7月30日 - 正五位[3]